# Мануел Орантес
Мануел Орантес (на испански: Manuel Orantes) е испански тенисист. 

## Биография
Мануел Орантес Корал е роден на 5 февруари 1949 г. в град Гранада, Испания. 

## Кариера
Мануел Орантес достига до №2 в световната ранглиста по тенис.
През 1975 г. става шампион на Откритото първенство на САЩ, а през 1974 г. е финалист на Откритото първенство на Франция.

## Кариерна статистика

#### Титли отГолям шлем(1)
| година | турнир | съперник     | резултат      |
| ------ | ------ | ------------ | ------------- |
| 1975   | ОП САЩ | Джими Конърс | 6–4, 6–3, 6–3 |

#### Финали на турнири отГолям шлем(1)
| година | турнир      | съперник   | резултат                     |
| ------ | ----------- | ---------- | ---------------------------- |
| 1974   | Ролан Гарос | Бьорн Борг | 2–6, 6–7(1–7), 6–0, 6–1, 6–1 |

### Финали на двойки на турнири отГолям шлем(1)
| година | турнир      | партньор     | съперник                | резултат      |
| ------ | ----------- | ------------ | ----------------------- | ------------- |
| 1978   | Ролан Гарос | Хосе Игуерас | Джийн Майър Ханк Фистър | 6–3, 6–2, 6–2 |